# Secolul al VIII-lea

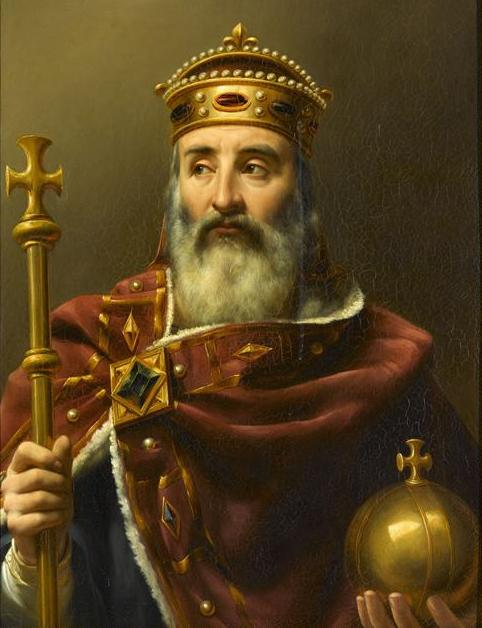
Carol cel Mare - personalitatea secolului VIII

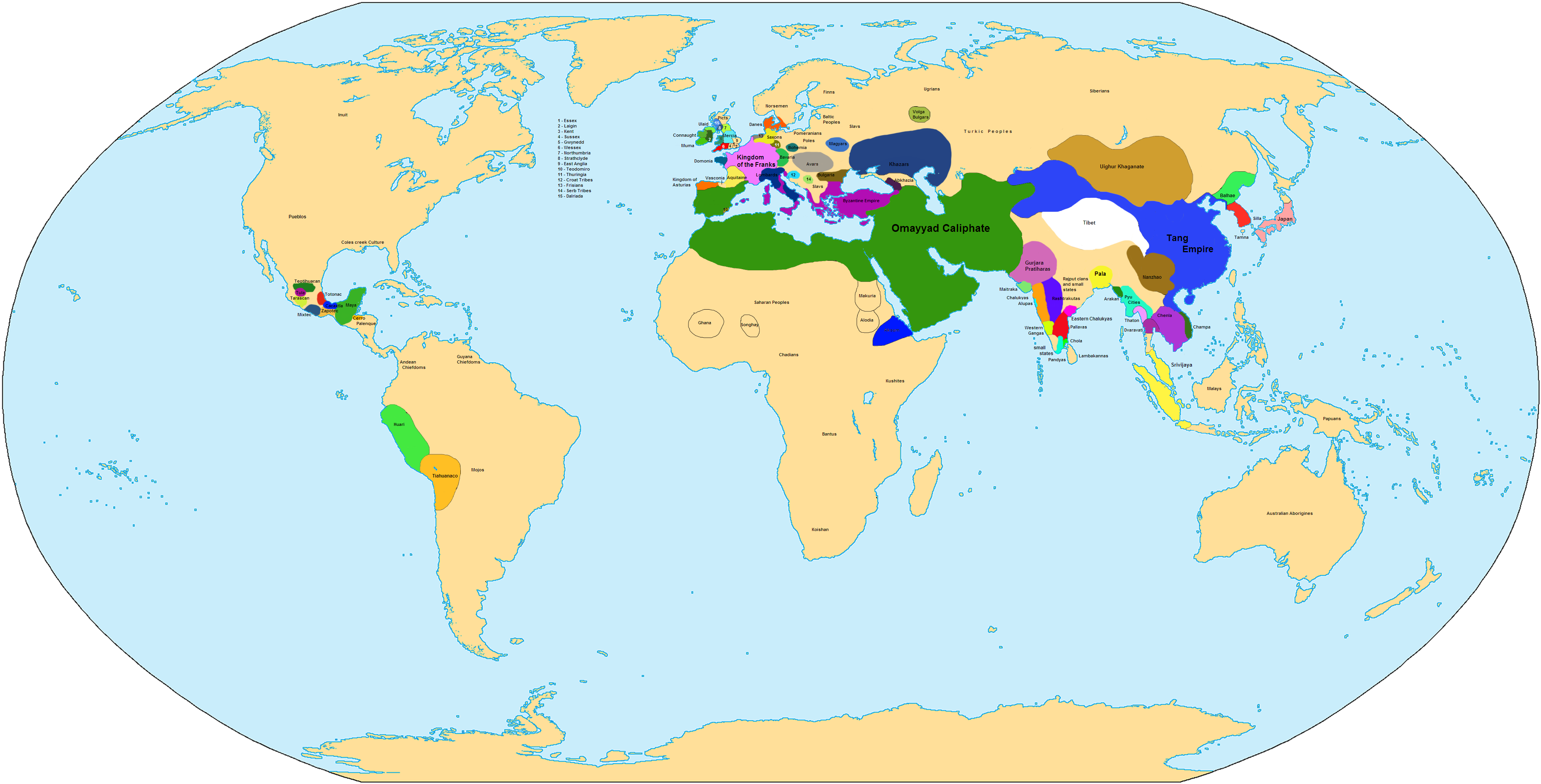
Lumea în anul 750

În timpul acestui secol, Orientul Mijlociu, coasta Africii de Nord și Peninsula Iberică intră rapid sub dominația islamică. Extinderea spre vest a Imperiului arab este oprită de către Imperiul Bizantin (la asediul Constantinopolului] și de către franci (Bătălia de la Tours.
Vikingii, popoarele din Scandinavia, încep raiduri asupra  coastelor Europei.
Imperiul Pala este fondat în Bengal.
Împăratul chinez Xuanzong duce la apogeu dinastia Tang.
Începe Perioada Nara din Japonia .

## Evenimente

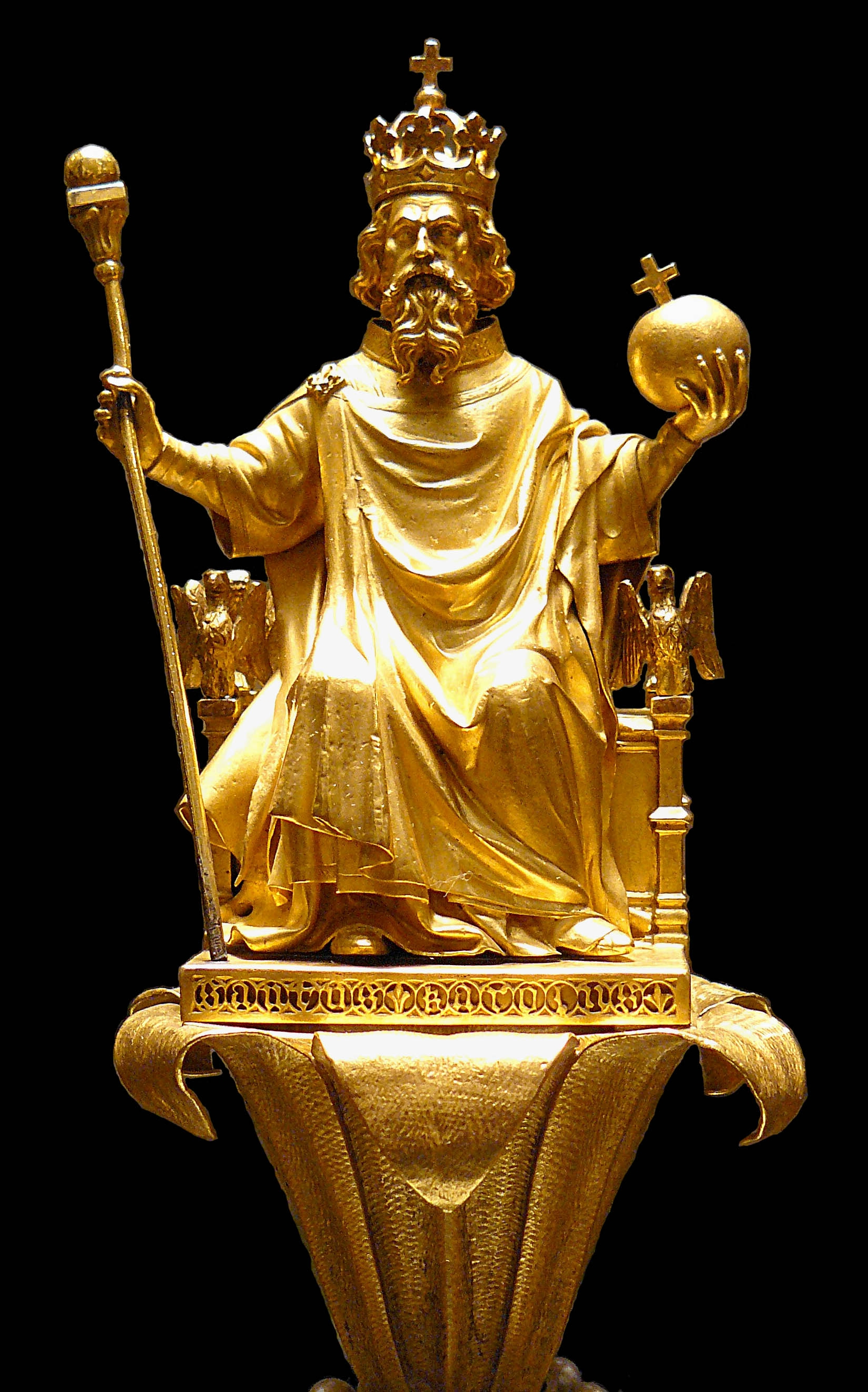

- Expansiune maximă spre Occident a Imperiului Arabo-Musulman.
- Fondarea orașului Erfurt.
- 701 : Codul Taiho este adoptat la sfârșitul perioadei Asuka în Japonia.
- 705 : Împărăteasa Chinei, Wu Zetian, este detronată
- 705 : Iustinian al II-lea este obligat să acorde titlul de Cezar al Bizanțului împăratului bulgar, Tervel. Imperiul Bizantin începe să plătească tribut anual în Bulgaria.
- 708 - 711 : Bulgarii îl înving pe Iustinian al II-lea în bătălia de la Anchiallus. Armatele arabe ocupa Sindh.
- 710 : Împărăteasa Gemmei mută capitala la Heijō-kyu (azi Nara), inițierea perioadei Nara din Japonia.
- 711 : Tariq ibn Ziyad- traversează Strâmtoarea Gibraltar. Cea mai mare parte a Peninsulei Iberice este cucerita de către arabi și berberi musulmani, se încheie astfel regatul vizigot, și încep opt secole de prezență musulmană.
- 712 : Liutprand devine regele lombarzilor (până la 744).
- C. 712 : Mitropolitul episcopal este stabilit de Biserica asiriană, în capitala chineză  Chang'an.
- 712 - 756 : domnia Împăratului chinez, Xuanzong
- 713 : Moartea lui Dajian Huineng, Patriarhul al șaselea și ultimul al budismului Chan .
- 717 - 718 : Asediul Constantinopolului. Bulgarii vin în ajutorul bizantinilor și înving armata invadatoare a arabilor, astfel neutralizează complet avansul lor spre Europa.
- 726 : Împăratul bizantin Leon al III-Isaurianul distruge icoana lui Hristos de pe Poarta Chalke în capitala Constantinopol, începe prima fază a iconoclasmului bizantin.
- 732 : Bătălia de la Tours. Aproape de Poitiers, Franța, liderul  francilor, Carol Martel și oamenii lui înving o armată mare de mauri conduși de guvernatorul de Cordoba, Abdul Rahman Al Ghafiqi, care este ucis în timpul luptei. Bătălia de la Tours oprește avansarea Islamului în Europa de Vest și stabilește un echilibru de putere între Europa de Vest, Islamul și Imperiul Bizantin.
- 742 : recensământ al dinastiei Tang din China capitala Chang'an și de zona metropolitană de Jingzhou Fu - 362,921 de familii, cu 1.960.188 de persoane.
- 748 : călugărul chinez budist Jian Zhen, scrie în lucrarea sa Shu Jue Yue despre traficul maritim internațional
- 750 : Ultimul Calif al umayyazilor Marwan al II-lea (744 -750) este răsturnat de la putere și executat de către primul calif Abbasid, Abu al-Abbas, Al-Saffah. Califatul este mutat la Bagdad, pe teritoriile fostului Imperiu Persan, acest lucru se va dovedi a fi un eveniment important pentru Bagdad, care s-a dezvoltat în centru de comerț și cultural. Imperiul Ghana răsare
- 751 : armatele Arabe înving trupele chineze Tang în bătălia de la Talas, în Munții Pamir, în apropiere de Samarkand, și cuceresc Asia Centrală complet.
- 755 - 763 : Rebeliunea An Shi a devastat China în timpul mijlocul dinastiei Tang.
- 758 :  pirații arabi și persi devastează orașul chinez Guangzhou, în timp ce autoritățile Tang au închis portul pentru următoarele cinci decenii.
- 768 : Pepin moare; Charles devine rege la Noyan și fratele său Carloman devine rege de Soissons.
- 772 - 804 : Carol cel Mare invadează ceea ce este acum nord-vestul Germaniei, luptându-se cu sașii pentru mai mult de treizeci de ani și zdrobindu-le revolta, care încorporează Saxonia în Imperiul franc și lumea creștină.
- 782 : călugăr budist Prajna ajunge la Chang'an și apelează la ajutorul episcopului creștin Ching Ching, în traducerea sutrelor în chineză.
- 785 : Dinastia Tang începe debarcarea regulată maritimă pe coasta Africii de Est, eliminarea intermediarilor comercianți arabi de pe mare.
- 785 - 805 : geograful chinez Jia Dan descrie mări, piloni construiți în Golful Persic, care este confirmat un secol mai târziu, de către Al-Mas'udi și Al-Muqaddasi.
- 787 : Împărăteasa Irina din Atena convoacă al șaptelea Conciliul Ecumenic, se încheie prima fază a iconoclasmului bizantin.
- 792 : Bătălia de la Marcelae. Victoria bulgară asupra bizantinilor marchează sfârșitul instabilității politice jumătate de secol, în Bulgaria.
- 793 : primul conte a realizat de un raid viking efectuat la abația din Lindisfarne, în nordul Angliei.
- 793 : Războaiele Frisiano-franca se încheie cu ultima revoltă Frisiană.
- 794 : Împăratul Kammu mută capitala la Heian-kyo (prezent Kyoto), inițierea perioadei Heian a Japoniei.
- 800 : Începutul unui stat antic din Africa de Vest, Takrur sau Tekrour, care a înflorit în paralel cu Imperiul Ghana.
- 800 : În ziua de Crăciun, Carol cel Mare este încoronat primul Sfânt Împărat Roman de către Papa Leon al III.

## Oameni importanți
- Carol cel Mare (742 - Aachen, 814), regele francilor (768 - 814) și împărat al Occidentului
- Abdul Malik bin Marwan, califul al Imperiului islamic
- Adrian I sau Hadrian I, papă
- Alcuin, călugăr englez, diacon, savant și profesor, consilierul lui Carol cel Mare
- Al-Walid ibn Abd al-Malik, calif al Imperiului islamic
- Un Lushan, liderul militar al Sogdian și Tujue
- Beda Venerabilul călugăr englez și cărturar
- Carol Martel, liderul francilor până în 741
- Desiderius, ultimul rege al lombarzilor
- Dezong, împăratul Chinei
- Du Fu, poet chinez
- Gemmei, împărăteasa Japoniei
- Guo Ziyi, general
- Han Gan, pictor chinez
- Harun al-Rashid, al cincilea Calif Abbasid
- Irina din Atena, împărăteasa bizantină
- Jia Dan, savant-oficial chinez, cartograf și geograf
- Jianzhen sau Ganjin, călugăr chinez care a ajutat la răspândirea budismului în Japonia
- Ioan din Damasc,  călugăr creștin, savant
- Kammu, împărat al Japoniei
- Kōken, împărăteasa Japoniei
- Leon al III-lea, papă
- Li Po, poet chinez
- Liutprand, regele lombarzilor
- Muhammad bin Qasim, general arab, care a cucerit Sindh și Punjab
- Padmasambhava, maestru  Vajrayana în Tibet
- Paolo Lucio Anafesto, primul doge de Veneția
- Pavel Diaconul, savant, istoric, poet
- Paulin de Aquileia al II-lea, savant carolingian, poet, patriarhul de Aquileia
- Pippin cel Tânăr, regele francilor
- Ștefan al II-lea, papp
- Tervel, han al Bulgariei
- Teodulf de Orléans, savant carolingian, poet, episcop de Orleans
- Timotei, patriarhul de Bagdad
- Umar bin Abdul Aziz, calif al Imperiului islamic
- Vimalamitra, călugăr budist din India
- Wu Zetian, împărăteasă a Chinei
- Xuanzong, împăratul Chinei

## Invenții, descoperiri
- astrolabul de bronz (Mohammed al-Fazari)[1]
- chimiștii arabi: tehnica distilării[2]
- India: tehnica inoculării (Madhav)
- Siria: fabrici de sticlă și de porțelan[3]
- 721 - 800: sticla colorată (Geber)
- 721 - 815: alchimistul arab Geber:
  -     - descoperă și dezvoltă: alambicul, tehnicile distilării, filtrării, cristalizării[4]
    - descoperă noi substanțe": acidul azotic, acidul sulfuric, acidul clorhidric, aqua regia, acidul uric[5]
    - obținerea și vopsirea perlelor artificiale, pietrelor prețioase artificiale
- 721 - 925: (Al-Razi, Al-Kindi, Geber):
  -     - parfumul de trandafiri[4]
    - instrumentar alchimic: pâlnie, ciur, filtru, baie cu nisip pentru încălzire etc.
- 725: China: mecanism de ceas cu pendul cu clichet (Yi Xing)
- 754: farmacie în Bagdad
- 758 - 764: străzi acoperite cu gudron la Bagdad[2]
- 763 - 800:
  -     - Harun al-Rashid: spital public[6]
    - Bagdad: spital psihiatric
- 794: Bagdad - fabrică de hârtie[7]
- chimiștii arabi: amalgamarea, distilarea uscată, purificarea apei[4], studiul petrolului[8]
- roata de tors în India

## Decenii și ani
| Anii 690 | 690 | 691 | 692 | 693 | 694 | 695 | 696 | 697 | 698 | 699 |
| Anii 700 | 700 | 701 | 702 | 703 | 704 | 705 | 706 | 707 | 708 | 709 |
| Anii 710 | 710 | 711 | 712 | 713 | 714 | 715 | 716 | 717 | 718 | 719 |
| Anii 720 | 720 | 721 | 722 | 723 | 724 | 725 | 726 | 727 | 728 | 729 |
| Anii 730 | 730 | 731 | 732 | 733 | 734 | 735 | 736 | 737 | 738 | 739 |
| Anii 740 | 740 | 741 | 742 | 743 | 744 | 745 | 746 | 747 | 748 | 749 |
| Anii 750 | 750 | 751 | 752 | 753 | 754 | 755 | 756 | 757 | 758 | 759 |
| Anii 760 | 760 | 761 | 762 | 763 | 764 | 765 | 766 | 767 | 768 | 769 |
| Anii 770 | 770 | 771 | 772 | 773 | 774 | 775 | 776 | 777 | 778 | 779 |
| Anii 780 | 780 | 781 | 782 | 783 | 784 | 785 | 786 | 787 | 788 | 789 |
| Anii 790 | 790 | 791 | 792 | 793 | 794 | 795 | 796 | 797 | 798 | 799 |
| Anii 800 | 800 | 801 | 802 | 803 | 804 | 805 | 806 | 807 | 808 | 809 |